# Jesús del Muro
Jesús del Muro, teljes nevén José de Jesús del Muro López (Guadalajara, 1937. november 30. – 2022. október 4.) válogatott mexikói labdarúgó, hátvéd, edző.

## Pályafutása
Karrierje első, és egyben legnagyobb szakaszát az Atlasnál töltötte, 1954-től 1965-ig, vagyis nem kevesebb, mint tizenegy szezont. Ezt követően egy évet töltött Veracruzban.
Pályafutása legvégén két csapatot váltogatott, előbb három évig a Cruz Azul játékosa volt, majd egy évre a Tolucához igazolt. 1970-ben visszatért két évre a Cruz Azulhoz, aktív játékosévei legvégén pedig (elvileg) játékos-edző volt, ismét a Tolucánál. Elvileg játékra is jelentkezhetett volna, azonban ekkor már egyetlen meccsen sem lépett pályára.
Trénerként első csapata tehát a Toluca volt. Ezután volt a Pachuca és a CD Oro vezetőedzője, 1984-től pedig több, mint másfél évtizeden keresztül a mexikói utánpótlás-válogatottakat, az U20-ast és az U17-est vezette.
A válogatottal három világbajnokságon (1958, 1962, 1966) vett részt, összesen pedig negyven meccsen lépett pályára a nemzeti csapatban.

## Sikerei, díjai
- CONCACAF-bajnokok ligája:
  - 1969, 1971
- Mexikói bajnok:
  - 1968–69, 1971–72
- Mexikói kupagyőztes:
  - 1961–62, 1968–69
- Mexikói szuperkupa-győztes:
  - 1962, 1969